# Vormwald (Sommerkahl)
Vormwald ist ein Gemeindeteil der Gemeinde Sommerkahl im unterfränkischen Landkreis Aschaffenburg in Bayern.

## Geographie
Das Dorf liegt im Kahlgrund an der Kreisstraße AB 19 zwischen Schöllkrippen und Jakobsthal auf 300 m ü. NHN. Durch den Ort verläuft der Degen-Weg.

## Geschichte
Im 16. und 17. Jahrhundert entstand der Ort Vor dem Walde am Berghang.
Am 1. Juli 1862 wurde das Bezirksamt Alzenau gebildet, auf dessen Verwaltungsgebiet Vormwald lag. 1939 wurde wie überall im Deutschen Reich die Bezeichnung Landkreis eingeführt. Vormwald gehörte nun zum Landkreis Alzenau in Unterfranken (Kfz-Kennzeichen ALZ). Mit Auflösung des Landkreises Alzenau im Jahre 1972 kam Vormwald in den neu gebildeten Landkreis Aschaffenburg (Kfz-Kennzeichen AB und seit 2013 zusätzlich wieder ALZ).